# Zhu Junying
Zhu Junying (* 9. September 2004) ist eine chinesische Leichtathletin, die sich auf den Sprint spezialisiert hat. Mit der chinesischen 4-mal-100-Meter-Staffel wurde sie 2025 in Gumi Asienmeisterin.

## Sportliche Laufbahn
Erste internationale Erfahrungen sammelte Zhu Junying bei den World Athletics Relays 2025 in Guangzhou, bei denen sie mit der chinesischen 4-mal-100-Meter-Staffel eine Direktqualifikation für die Weltmeisterschaften in Tokio verpasste. Anschließend belegte sie bei den Asienmeisterschaften in Gumi in 11,89 s den siebten Platz im 100-Meter-Lauf und siegte mit der Staffel in 43,28 s gemeinsam mit Chen Yujie, Li Yuting und Liang Xiaojing.
2024 wurde Zhu chinesische Meisterin in der 4-mal-100-Meter-Staffel.

## Persönliche Bestzeiten
- 100 Meter: 11,38 s (+0,7 m/s), 15. Mai 2025 in Chongqing
  - 60 Meter (Halle): 7,45 s, 16. März 2024 in Nanjing
- 200 Meter: 23,58 s (−1,0 m/s), 16. September 2024 in Quzhou